# 汉斯·蒂尔科夫斯基
汉斯·蒂尔科夫斯基（德語：Hans Tilkowski，1935年7月12日—2020年1月5日），德国男子足球运动员，场上位置是守门员。他曾代表西德国家队参加1962年和1966年国际足联世界杯，其中1966年世界杯获得亚军。